# Hôtel El Palace
Pour les articles homonymes, voir Palace.
Hôtel El Palace, est un hôtel historique de l'Eixample, dans le centre de la ville de Barcelone, en Espagne, fondé par César Ritz, anciennement connu sous le nom d'hôtel Ritz.

## Historique
Le bâtiment est conçu par l'architecte Eduard Ferrés i Puig, situé au n° 668 de la Gran Via de les Corts Catalanes.  
L'ancien hôtel Ritz a été fondé en 1919 à l'initiative de César Ritz. L'établissement s'inspire des hôtels Palace et Ritz de Madrid.  
En 1922, l'établissement accueille l'académie littéraire du PEN catalan est fondée à Barcelone en avril 1922. 
Pendant la guerre d'Espagne, il est réquisitionné par les forces républicaines, jusqu'à la chute de Barcelone, prise par les nationalistes en 1939, qui entraîne l'exode de la Retirada.  
Après la fin de la guerre, aux débuts de la dictature franquiste en 1940, il est acquis par Julio Muñoz Ramonet. En 1975, sous la Transition démocratique, il revient à l'entrepreneur catalan Joan Gaspart et est intégré à la chaîne Husa Hotels. En 2005, à la suite d'une série de différends juridiques, il perd définitivement le nom de « Ritz », et est renommé « El Palace ». 
En 2011, Husa vend l'hôtel pour 80 millions d'euros à l'homme d'affaires algérien Ali Haddad, bien qu'il ait maintenu sa gestion par le biais d'un bail, via l'agence immobilière Sarasate. En 2014, cette société de gestion s'est déclarée en faillite, date à laquelle Haddad a assumé la gestion directe de l'hôtel. En 2023, l'hôtel devient la propriété de l'État algérien. 